# Róbert Jež (1956)
Róbert Jež (* 4. května 1956) je bývalý československý fotbalista, záložník. Jeho synem je slovenský fotbalový reprezentant Róbert Jež.

## Fotbalová kariéra
V československé lize hrál za Plastiku Nitra. Nastoupil ve 204 utkáních a dal 36 gólů.

## Ligová bilance
| Ročník                                      | Zápasy | Góly | Klub           |
| ------------------------------------------- | ------ | ---- | -------------- |
| 1. československá fotbalová liga 1979/80    | 12     | 0    | Plastika Nitra |
| 1. československá fotbalová liga 1980/81    | 23     | 4    | Plastika Nitra |
| 1. československá fotbalová liga 1981/82    | 30     | 8    | Plastika Nitra |
| 1. československá fotbalová liga 1982/83    | 29     | 3    | Plastika Nitra |
| 1. československá fotbalová liga 1983/84    | 26     | 2    | Plastika Nitra |
| 1. slovenská národní fotbalová liga 1984/85 | 26     | 8    | Plastika Nitra |
| 1. slovenská národní fotbalová liga 1985/86 | 27     | 14   | Plastika Nitra |
| 1. československá fotbalová liga 1986/87    | 29     | 7    | Plastika Nitra |
| 1. československá fotbalová liga 1987/88    | 26     | 5    | Plastika Nitra |
| 1. československá fotbalová liga 1988/89    | 30     | 7    | Plastika Nitra |
| CELKEM                                      | 204    | 36   |                |